# 27716 Nobuyuki
27716 Nobuyuki este un asteroid din centura principală de asteroizi.

## Descriere
27716 Nobuyuki este un asteroid din centura principală de asteroizi. A fost descoperit pe 13 februarie 1989 la Geisei de Tsutomu Seki. Asteroidul prezintă o orbită caracterizată de o semiaxă mare de 2,86 ua, o excentricitate de 0,24 și o înclinație de 6,0° în raport cu ecliptica.